# 基特捷利尼齊亞
47°3′52″N 29°44′35″E / 47.06444°N 29.74306°E
基斯泰利尼齊亞（烏克蘭語：Кістельниця）是位於烏克蘭西南部的村莊，由敖德萨州羅茲季利納區的大普洛斯凱市鎮負責管轄。該村始建於1820年，面積0.54平方公里，海拔高度131米，2001年人口86，人口密度每平方公里159.26人。